# Krzysztof Zenowicz (wojewoda brzeskolitewski)
Krzysztof Juriewicz Zienowicz (Krzysztof Zenowicz, Криштоф Юрьевич Зенович, herbu Zenowicz, zm. 1614 r.) – kasztelan brzeskolitewski (1585–1588), wojewoda brzeskolitewski (1588-1614), ewangelik reformowany, fundator zboru kalwińskiego w Smorgoniach (l. 1552–53); bibliofil, założyciel fabryki papieru w Smorgoniach.

## Działalność polityczna
W okresie trzeciego bezkrólewia należał do fakcji kanclerza Ostafiego Wołłowicza, skupiającej zwolenników poprawnych stosunków z Koroną i kandydatury Zygmunta Wazy. W 1588 r. Zenowicz uczestniczył w negocjacjach w Będzinie i w Bytomiu w sprawie rezygnacji arcyksięcia Maksymiliana z korony polskiej,  był sygnatariuszem traktatu bytomsko-będzińskiego 1589 roku, a w 1609 r. podejmował Zygmunta III w Smorgoniach.
W 1599 r. podpisał akt zawartej w Wilnie konfederacji szlachty prawosławnej i protestanckiej o wzajemnej współpracy przeciwko unii brzeskiej, postępom kontrreformacji i ekspansji katolicyzmu.
W 1613 roku został wyznaczony do Trybunału Skarbowego Wielkiego Księstwa Litewskiego.
Krzysztof Zenowicz jest także autorem traktatu o sporach politycznych i gospodarczych pomiędzy wojewodą wileńskim Mikołajem Krzysztofem Radziwiłłem a wileńskim kasztelanem Hieronimem Chodkiewiczem: "Tragedia albo początek upadku znacznego w W. Ks. Litewskim" (wyd. "Athenaeum", 1846, z. 3, s. 9-10). 
W sporze tym, zakończonym małżeństwem Zofii z Olelkowiczów-Słuckich i Janusza Radziwiłła, Zenowicz był mediatorem ze strony Radziwiłłów.

## Rodzina
Był ożeniony z Fedorą z Wołłowiczów 1 voto Tyszkiewicz która go przeżyła. Miał z nią dwójkę dzieci:
- Zofię Konstancję, żonę najpierw Stanisława Kiszki, a po jego przejściu na katolicyzm, anulowaniu małżeństwa i zostaniu biskupem żmudzkim, żonę Aleksandra Słuszki, z razem z którym przeszła na katolicyzm około 1620 roku.
- Mikołaja Bogusława, kasztelana połockiego

Pomimo dramatycznych wezwań w testamencie, po jego śmierci cała jego rodzina porzuciła kalwinizm: wdowa przeszła na unityzm, a dzieci na katolicyzm około 1620 roku. Wtedy też zbór w Smorgoniach przeszedł w posiadanie katolików.